# Polychrus
Polychrus là một chi thằn lằn có khả năng biến màu - chi duy nhất hiện nay được xếp trong họ Polychrotidae, trong tiếng Anh nói chung gọi là bush anole (thằn lằn biến màu bụi rậm), sinh sống trong khu vực Caribe, Trung Mỹ và Nam Mỹ.
Polychrus có nghĩa là 'nhiều màu'. Để có thông tin về các loài/chi thằn lằn biến màu khác, xem Anolis.

## Các loài
Hiện tại người ta công nhận 7 loài thuộc chi này, với phân bố chủ yếu tại Nam Mỹ.
- Polychrus acutirostris Spix, 1825 – Thằn lằn biến màu bụi rậm Brasil. Phân bố tại đông nam Brasil, Paraguay, Argentina, đông Bolivia.
- Polychrus femoralis Werner, 1910 – Thằn lằn biến màu bụi rậm Werner. Phân bố tại đông nam Ecuador, Peru.
- Polychrus gutturosus Berthold, 1845 – Thằn lằn biến màu bụi rậm Berthold. Phân bố tại Honduras, Nicaragua, Costa Rica, Panama, tây Ecuador, đông Colombia.
- Polychrus jacquelinae Koch, Venegas, Garcia-Bravo, và Böhme, 2011. Thằn lằn biến màu bụi rậm Jacqueline. Phân bố tại Peru.
- Polychrus liogaster Boulenger, 1908 – Thằn lằn biến màu bụi rậm Boulenger. Phân bố tại tây Brasil, Bolivia, đông nam Peru.
- Polychrus marmoratus Linnaeus, 1758 – Thằn lằn nhiều màu bụi rậm, thằn lằn khỉ. Phân bố tại Brasil, nam Venezuela (kể cả đảo Margarita), Trinidad và Tobago, Guiana thuộc Pháp, Suriname, Guyana, Ecuador, Peru, Colombia.
- Polychrus peruvianus Noble, 1924 – Thằn lằn biến màu bụi rậm Peru. Phân bố tại bắc Peru, Ecuador.